# Anikó Kovacsics
Anikó Kovacsics (født 29. august 1991) er en kvindelig ungarsk håndboldspiller som spiller for Ferencváros TC og Ungarns kvindelandshold. Hun begyndte at spille i en alder af 10, og i 2006 skrev hun kontrakt med Győri Audi ETO KC, hvor hun hurtigt kom gennem rækkerne og blev fast medlem af det første hold i en meget ung alder. Hun har ry som en mulig efterfølger i verdensklasse til playmaker og holdkammerat Anita Görbicz.
Kovacsics gjorde hende internationale debut den 22. september 2009 i en kamp mod Tyskland. Hun repræsenterede Ungarn om verdensmesterskabet i 2009 og deltog også på EM i 2010.